# Маркіз де Морес
Антуан-Амеде-Марі-Вінсент Манка Амат де Валломброза, Маркіз де Морес ет де Монтемаджоре (14 червня 1858 — 9 червня 1896), відомий як Маркіз де Морес — французький дуелянт, фронтирський ковбой на Території Дакоти під час останніх років епохи Дикого Заходу, керівник залізниці у В’єтнамі та політик.